# Reserveringsloon
In de arbeidseconomie is het reserveringsloon het laagste loon waartegen een werknemer bereid is om een bepaald soort werk te accepteren. Een baanaanbieding voor hetzelfde soort werk en met dezelfde arbeidsomstandigheden, maar tegen een lager loon, zou door deze werknemer worden afgewezen. 
Het reserveringsloon van een individu kan door de tijd heen veranderen. Dit is afhankelijk van een aantal factoren, zoals veranderingen in het vermogen van het individu, veranderingen in zijn burgerlijke staat of zijn woonsituatie, de lengte van zijn werkloosheid en gezondheid en handicaps. Een persoon kan ook een hoger reserveringsloon vragen wanneer hij een aanbod voor een onaangenaam of ongewenste baan in beraad neemt dan voor werk dat meer aan zijn individuele voorkeuren tegemoetkomt. 
Net zoals een werknemer bij het zoeken naar werk  een prikkel heeft om naar een baan met een hoog loon te zoeken, heeft een consument een prikkel om bij de aankoop van een goed naar een lage prijs te zoeken. De hoogste prijs die de consument voor een bepaald product bereid is te betalen is de reserveringsprijs van die consument.